# АК Орфеас Никозия
АК Орфеас Никозия (на гръцки: Ορφέας Λευκωσίας) е кипърски футболен клуб от град Никозия.

## История
Клубът е създаден през 1948 г. като символ на лявата политика. Има четири участия в кипърската първа дивизия. Най-големите му успехи са полуфинал за купата през 1984 г. и седмото място в елита през сезон 1961/62.
Стадионът на Орфеас се намира непосредствено до венецианските стени на Никозия, които разделят гръцката и турската част на острова и са една от популярните туристически дестинации в града.

## Български футболисти
- Стойчо Недков: 2007/08 - (25 мача - 5 гола)